# 阿里娜·萨巴伦卡
阿里娜·谢尔盖耶芙娜·萨巴伦卡（羅馬化：Aryna Siarhiejeŭna Sabalenka；1998年5月5日—），白俄罗斯女子网球运动员，单打最高世界排名第一，三座大满贯得主。
在2019年美國網球公開賽上，莎芭蓮卡与愛麗絲·獲得女子雙打冠軍，這是她第一个網球大滿貫冠军。在2023年澳大利亚网球公开赛上，她获得了首个大满贯女单冠军。她的排名也来到世界第二。
2023年9月11日，首次登上WTA世界排名第一。在2024年澳大利亚网球公开赛上，她获得了第二座大满贯女单冠军；同年的美国网球公开赛上，她获得了第三座大满贯女单冠军。
萨巴伦卡是一位底线进攻型球员，风格是极具侵略性的发球和底线进攻，也有比较强的网前实力，在各种场地都有比较均衡的能力。在夺取大满贯前整体失误偏多且场上调整偏慢，自23年澳网夺取大满贯开始底线击球越来越稳定，大满贯成绩逐渐稳定。
2025年8月，薩巴倫卡創下单赛季WTA级别抢七获胜次数最多的纪录。 

## 早年生活
阿里娜生於白俄羅斯首府明斯克，父親阿亞爾海伊（Siarhiej）是名冰上曲棍球運動員。她開始接觸網球純屬偶然。她說：「有一天，我爸爸開車帶我去某個地方，路上看到了網球場。於是他帶我去了網球場。我很喜歡，很享受，就是這樣。一切就這樣開始了。」2014年，明斯克國家網球學院成立後，她開始在那裡集訓。

## 职业生涯统计

### 大滿貫

#### 单打：6次决赛（3个冠军、3个亚军）
| 结果 | 年份 | 赛事 | 場地 | 決賽對手  | 比分          |
| ---- | ---- | ---- | ---- | --------- | ------------- |
| 胜   | 2023 | 澳網 | 硬地 | 莱巴金娜  | 4∶6、6∶3、6∶4 |
| 负   | 2023 | 美網 | 硬地 | 高芙      | 6∶2、3∶6、2∶6 |
| 勝   | 2024 | 澳網 | 硬地 | 鄭欽文    | 6∶3、6∶2      |
| 勝   | 2024 | 美網 | 硬地 | 佩古拉    | 7∶5、7∶5      |
| 负   | 2025 | 澳網 | 硬地 | 凱斯      | 3∶6、6∶2、5∶7 |
| 負   | 2025 | 法網 | 紅土 | 科科·高夫 | 7∶6、2∶6、4∶6 |

#### 双打：2次决赛（2个冠军）
| 结果 | 年份 | 赛事 | 場地 | 搭檔          | 決賽對手                                  | 比分     |
| ---- | ---- | ---- | ---- | ------------- | ----------------------------------------- | -------- |
| 胜   | 2019 | 美網 | 硬地 | 愛麗絲·梅滕斯 | 维多利亚·阿扎伦卡 · 阿什莉·巴蒂           | 7∶5、7∶5 |
| 胜   | 2021 | 澳網 | 硬地 | 愛麗絲·梅滕斯 | 巴尔博拉·克赖奇科娃 · 卡特日娜·西尼亚科娃 | 6∶2、6∶3 |

### WTA年终总决赛

#### 单打：1次决赛（1个亚军）
| 结果 | 年份 | 举办地               | 決賽對手      | 比分       |
| ---- | ---- | -------------------- | ------------- | ---------- |
| 负   | 2022 | 美国得克萨斯州沃斯堡 | 卡罗琳·加西亚 | 64∶77、4∶6 |

### WTA巡迴賽

#### 女單

##### 冠軍（20）
- 2018 (2) - 紐黑文（康涅狄格州公開賽）、武漢1000賽
- 2019 (3) - 深圳、武漢1000賽、WTA超級精英賽
- 2020 (3) - 多哈1000賽（卡塔爾道達爾公開賽）、俄斯特拉發（AGEL公開賽）、林茨（上奧地利州林茨女子網球賽）
- 2021 (2) - 阿布扎比（穆巴達拉阿布扎比公開賽）、馬德里1000賽
- 2023 (3) - 阿德雷德國際賽-1、澳網 、馬德里1000賽
- 2024 (4) - 澳網 、辛辛那堤1000賽、美網、武漢1000賽
- 2025 (3) - 布里斯本國際賽、邁亞密1000賽、馬德里1000賽

##### 亞軍（18）
- 2017 (1) - 天津
- 2018 (2) - 盧加諾、伊斯特本
- 2019 (1) - 聖荷西（硅谷网球精英赛）
- 2021 (1) - 斯图加特（保時捷網球大獎賽）
- 2022 (3) - 斯图加特（保時捷網球大獎賽）、罗斯马伦草地网球锦标赛、WTA巡迴賽錦標賽
- 2023 (3) - 印第安韦尔斯1000赛（法國巴黎銀行公開賽）、斯图加特（保時捷網球大獎賽）、美網
- 2024 (3) - 布里斯本國際賽、馬德里1000賽、羅馬1000賽（意大利网球公开赛）
- 2025 (4) - 澳網、印第安韋爾斯1000賽（法國巴黎銀行公開賽）、斯图加特、法網

#### 女雙冠軍（6）
- 2019（1）- 印第安泉1000賽、邁阿密1000賽、美網
- 2020（1）- 俄斯特拉發（AGEL公開賽）
- 2021（2）- 澳網、柏林（bett1公開賽）